# 樊文
樊文（1487年—？年），字宗周，府軍前衛軍籍，山西安邑縣人。明朝政治人物。

## 生平
治《詩經》，行一，由儒士中式正德二年（1507年）丁卯科順天府鄉試第一百十五名舉人，正德三年（1508年）聯捷戊辰科會試第三百三十二名，第三甲第一百十九名進士。

## 家族
曾祖樊仲斌。祖父樊著。父樊通。母邵氏；继母李氏。重庆下，弟章。